# Musée Santa Cruz de Tolède
Le musée Santa Cruz de Tolède est un édifice plateresque du XVIe siècle. C’était un important hôpital de la ville avant sa transformation en musée au XIXe siècle.

## Présentation
L’hôpital fut fondé par le cardinal Mendoza pour centraliser l’assistance aux enfants orphelins et désemparés de la ville. La porte principale de style plateresque est une œuvre célèbre de Alonso de Covarrubias. L’édifice est bâti selon un plan en croix grecque entourée de quatre patios dont deux furent complètement construits. Le premier est de Covarrubias et donne accès à l’étage supérieur au travers d’un escalier à trois sections.
Le musée a deux étages. La nef abrite deux étages qui sont couverts par une voûte en croisées d’ogives. Le bras nord abrite la chapelle. Le musée possède les sections archéologie, beaux-arts, et arts décoratifs. Le fonds des beaux-arts est situé aux deux premiers étages du bâtiment, celui d’archéologie dans le cloître et en sous-sol. La collection d’arts décoratifs expose les fabrications traditionnelles de Tolède et est également située en sous-sol.

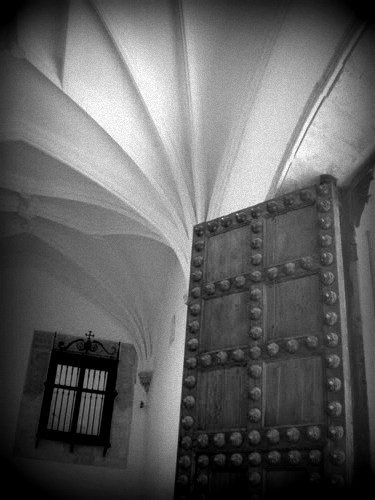
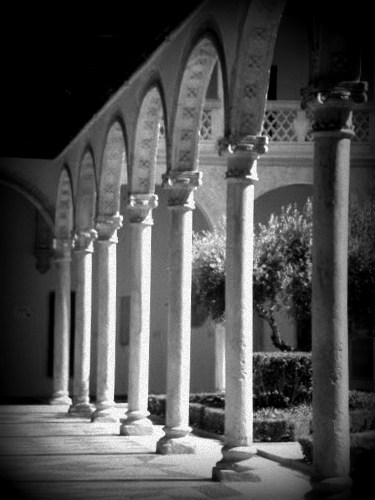
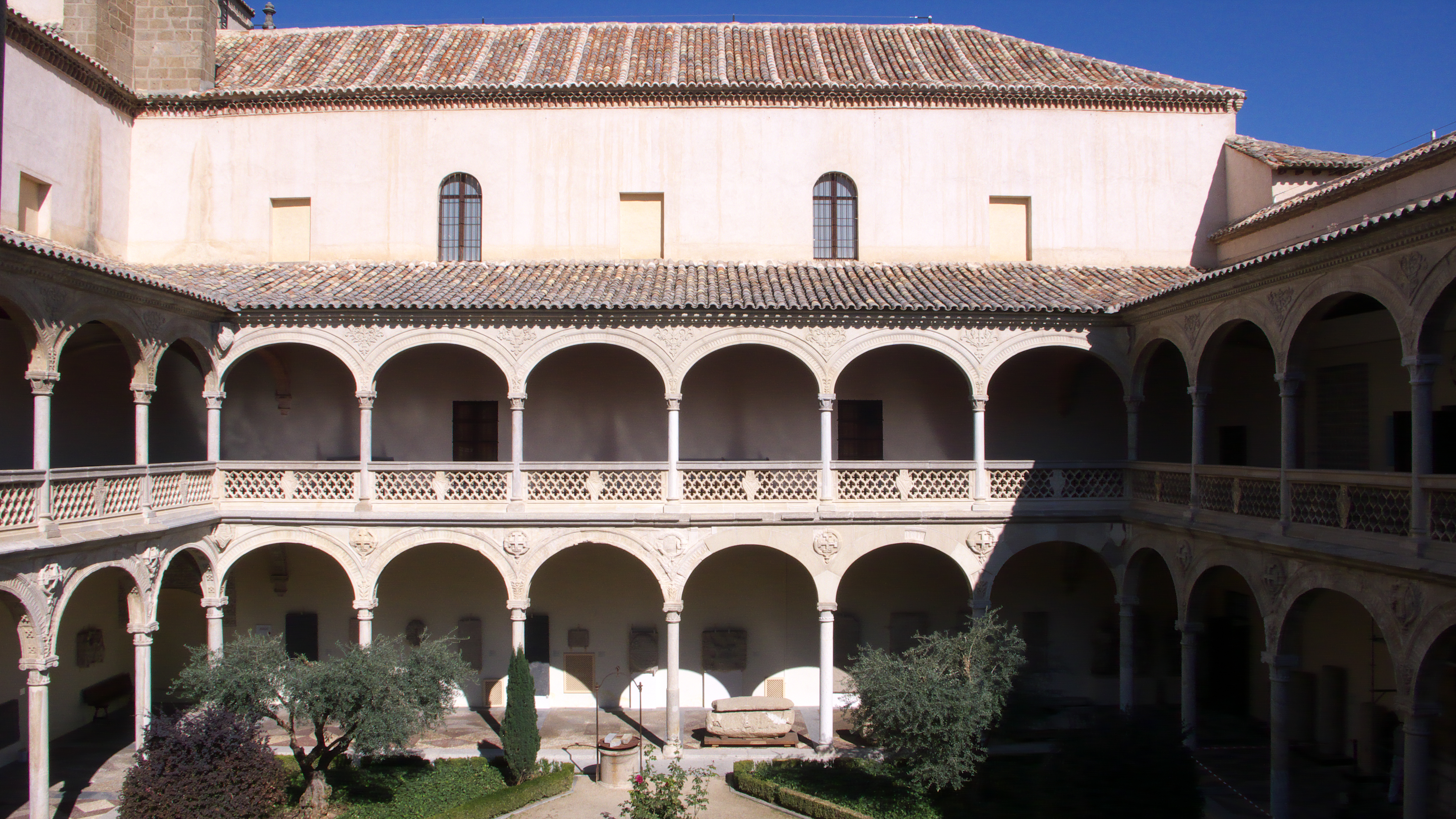
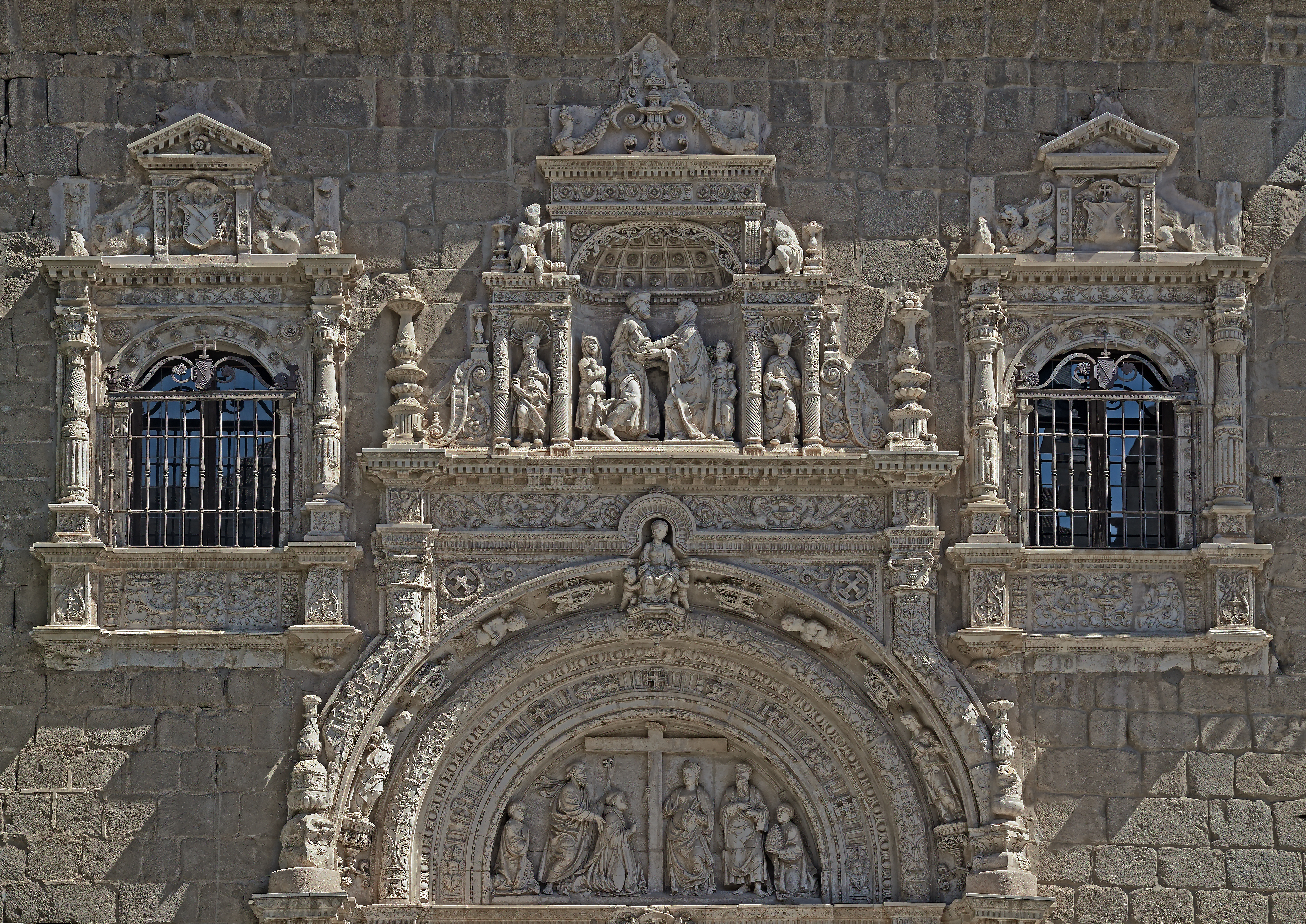

## Collections

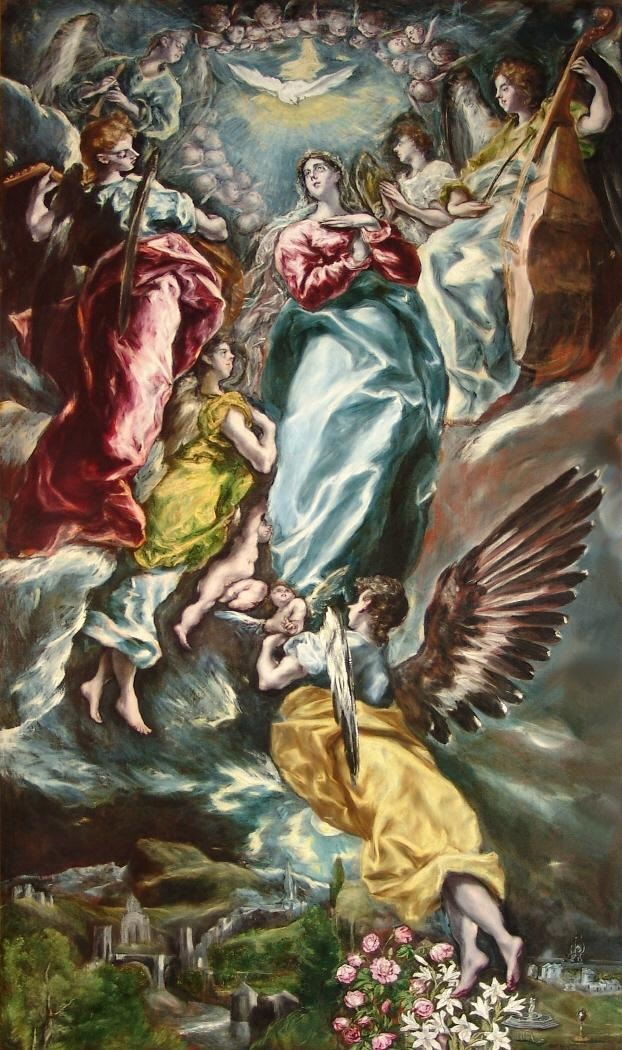
L'Immaculée Conception du Greco (1613).

Le musée réunit plusieurs œuvres majeures de la Renaissance espagnole dont L'Immaculée Conception vue par saint Jean l'Évangéliste (1585) du Greco et d'autres toiles importantes de ce maître, déposées par diverses paroisses de la ville. Elles permettent de mieux comprendre toute l'évolution artistique du Greco à Tolède, de ses premières années (Véronique et la Sainte Face vers 1580) jusqu'à L'Immaculée Conception de la chapelle Oballe peinte peu avant sa mort.
L'on peut aussi admirer des œuvres d'artistes du xve au xviie siècle, comme Nicolás Francés, le Maître de Sigena (es), Pieter Coecke, Francisco de Comontes, Juan Correa de Vivar, Blas de Prado, Luis Tristán, Gaspar de Crayer, Vicente Carducho, Juan Bautista Maíno, etc.
le musée possède des sculptures (comme un buste de Juanelo Turriano, attribué à Pompeo Leoni, ou l'Éphèbe de Tolède datant du IIe siècle), du mobilier, des tapisseries, diverses bannières et la collection Carranza de céramiques.